# Grayville (Illinois)
Grayville je grad u američkoj saveznoj državi Ilinois. Prema popisu stanovništva iz 2010. u njemu je živjelo 1.666 stanovnika.